# Kazalnica Mięguszowiecka
Kazalnica Mięguszowiecka, Kazalnica (słow. Kazateľnica, Kazateľnica Mengusovská, węg. Vadorzó-kilátó, 2159 m) – kulminacja bocznej, północno-wschodniej grani, wyrastającej z północnych stoków Mięguszowieckiego Szczytu Czarnego w Tatrach Polskich. Podcięta jest północno-wschodnią ścianą, jedną z najbardziej okazałych w Tatrach i mającą kluczowe znaczenie dla historii polskiego taternictwa.

## Opis
Kazalnica opada do brzegu Czarnego Stawu pod Rysami urwiskami o łącznej szerokości ponad 400 m i wysokości ponad 500 m. Pasjonowała taterników od blisko 70 lat. Drogi wspinaczkowe poprowadzone w głównym spiętrzeniu tzw. Lewego Filara ściany (zwanego też Filarem Kazalnicy) oraz lewą częścią ściany należą do najtrudniejszych w Tatrach. Ku lewej ściana przechodzi w urwiska wysoko zawieszonego tzw. Kotła Kazalnicy (zwanego też Sanktuarium, formacji dolinnej niedostępnej z dołu). Na progu podcinającym ten Kocioł znajdują się również najtrudniejsze drogi, nieco krótsze, ale zwłaszcza na styku z właściwą ścianą Kazalnicy równie strome jak na Filarze. Z powodów obiektywnych drogi na Kotle uważa się czasem za bardziej wymagające i niebezpieczne (bo np. są w pobliżu okresowego ścieku wody z Kotła), za to są one bardzo cenione zimą.

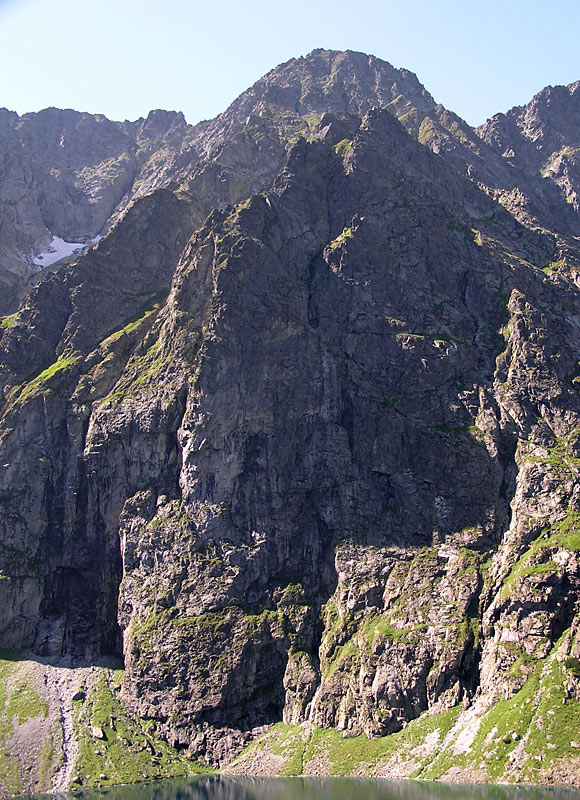
Pięćsetmetrowe urwisko Kazalnicy Mięguszowieckiej (dokładniejszy opis)

Wspinacze żargonowo nazywają Kazalnicę także Zerwą, a żartobliwie niekiedy Amboną. Pierwotna nazwa Kazalnica nadana została przeszło 100 lat temu z racji charakteru i kształtu kulminacji. Z czasem określenie to upowszechniło się w Tatrach wśród taterników jako element tworzący i inne nazwy własne (mające w nazwie także dookreślenie okolic, np. Kazalnica w Stołach, Kazalnica Miętusia), i to z odcieniem ich nobilitowania, uatrakcyjnienia (jako podciętych, stromych i trudnych). Właściwa Kazalnica dla odróżnienia od innych uzyskała w nazwie dodatkowy człon Mięguszowiecka.
Z rzadkich roślin na Kazalnicy występuje warzucha tatrzańska – gatunek występujący tylko w Tatrach i to w niewielu tylko miejscach.

## Historia zdobycia
Pierwsze letnie wejście środkiem ściany należy do Czesława Łapińskiego i Kazimierza Paszuchy (31 sierpnia 1942, na kilku metrach zastosowano nową technikę hakową), a zimowe do Jana Długosza, Czesława Momatiuka, Andrzeja Pietscha i Mariana Własińskiego (1957). Przełomowymi osiągnięciami były też drogi lewą częścią (droga Długosza, Długosz i Momatiuk, w lipcu 1955, z techniką tzw. nitowania) oraz Filarem Kazalnicy (1962, Eugeniusz Chrobak, Janusz Kurczab, Zygmunt Andrzej Heinrich i Krzysztof Zdzitowiecki) i Momatiukówką (także 1962), gdzie stosowano zaawansowane tzw. haki specjalne. Wielkie znaczenie miały przejścia zimowe najbardziej stromych spiętrzeń ściany (od 1963, a w warunkach pełnej zimy i przejść non-stop od stycznia 1968), w tym także drogi na Kotle Kazalnicy (najbardziej znana to Superściek, wytyczony w grudniu 1973).
Dla odrodzenia się wspinaczki klasycznej znaczenie miały przejścia z 1971 (Malczykówka) i 1980 i 1982 (drogi w pobliżu Filara Kazalnicy, w tym pierwsza Kantem Filara) oraz przejścia późniejsze.
Motyw wejścia na Kazalnicę pojawia się w filmach Prowokator z 1995 roku oraz Biała odwaga z 2024 roku.

## Szlaki turystyczne
– przez Siodło za Kazalnicą przechodzi jeden z trudniejszych w polskich Tatrach, oznakowany na zielono, szlak na Przełęcz pod Chłopkiem. Czas przejścia znad Czarnego Stawu na przełęcz: ok. 2:30 h, ↓ 2 h.